# Шарфман, Исайя Лео
Исайя Лео Шарфман (англ. Isaiah Leo Sharfman; 19 февраля 1886, Полонное Новоград-Волынского уезда Волынской губернии Российской империи — 9 сентября 1969, Вашингтон, США) — американский экономист, эмерит профессор экономики Мичиганского университета, президент Американской экономической ассоциации в 1945 году.

## Биография
Исайя родился 19 февраля 1886 года в Полонное Новоград-Волынского уезда Волынской губернии Российской империи, а в 1894 семья переехала в США, в Бостон, а в 1903 году Шарфман получил американское гражданство.
В 1898—1904 годах учился в Бостонской латинской школе, в 1904—1907 годах учился в Гарвардском колледже, где в 1907 году получил степень бакалавра искусств, окончив его. В 1907—1910 годах учился и в 1910 году окончил Гарвардскую юридическую школу, получив степень бакалавра права.
Параллельно, в 1905—1906 годах работал учителем в Бердетт колледже в Бостоне, и в 1908—1910 годах был ассистентом профессора экономики в Гарвардском колледже. С 1909 года принят в коллегию адвокатов штат Массачусетс, и в 1909—1910 годах практиковал по общей юриспруденции в Бостоне. В 1910—1911 годах преподавал в качестве профессора права и политологии в Императорском университете Пей-Ян в Тяньцзинь, Китай. В США вернулся в 1912 году, став главным следователем в комиссии регулирования рынка государственных услуг для Национального гражданского фонда.
В 1912−1913 годах читал лекции по экономике, в 1913—1914 годах был в должности ассистента профессора, а в 1914—1955 годах в качестве полного профессора в Мичиганском университете, в 1927—1954 годах заведующий кафедрой экономики, а в 1947—1955 годах был удостоен почётного звания профессора Генри Адамса. В 1939 году был приглашённый профессором Стэнфордского университета. В 1955 году вышел на пенсию и стал членом совета попечителей Брандейского университета.
В 1923—1924 годах директор расследования антимонопольной политики для Совета Национальной промышленной конференции, в 1929—1931 годах член редколлегии The American Economic Review, в 1933—1935 годах член консультационного комитета по занятости на железной дороге, в 1939 году член консультационного комитета экономистов и социологов для президентского комитета по гражданскому благоустройству, в 1942—1944 годах ассоциированный член Совета Ветеранов труда, в 1943—1946 годах ассоциированный член Национальной группы труда на железной дороге, в 1949—1959 годах член редакционного Совета серий монографий по нефтяного отрасли. В 1954 году президент Мичиганской академии наук, искусств и литературы. В 1945 году президент, а в 1965 году почётный член Американской экономической ассоциации, в 1964 году почётный доктор права Брандейского университета. В 1967 году семья Шарфмана перебралась в Вашингтон.
Семья
И. Шарфман женился 7 июля 1910 года на Минни Шикес (3.02.1889—21.08.1971) из Дорчестера, штат Массачусетс, у них родились двое сыновей Нельсон Эймес (род. 7.7.1911) и Уоррен Леонард (10.11.1912).

## Награды
Шарфман за свои достижения был награждён:
- 1939 — приз имени Джеймса Амеса[англ.] за составление юридических документов на факультете Гарвардской юридической школы.